# Goma-arábica

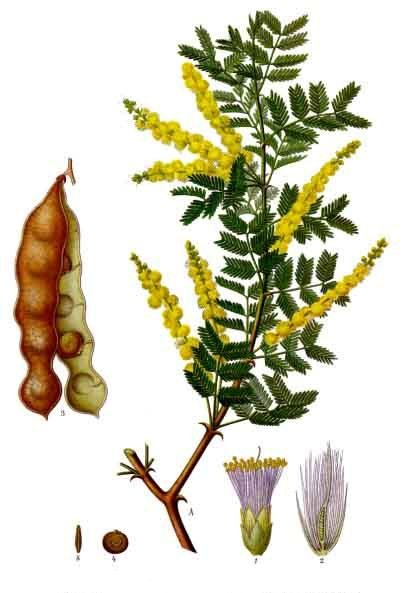
A acácia-do-senegal, a principal fonte de goma-arábica.

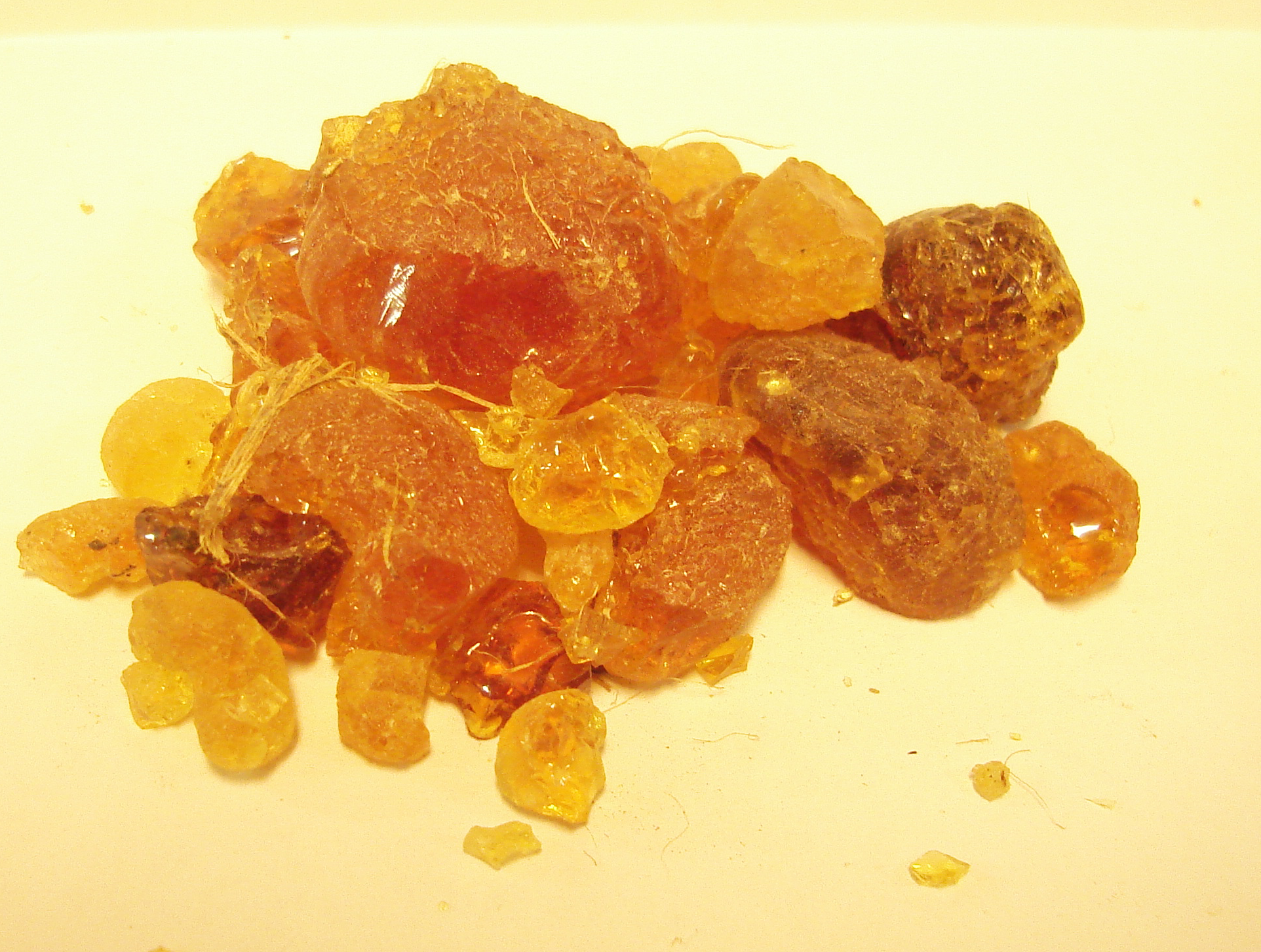
Goma-arábica.

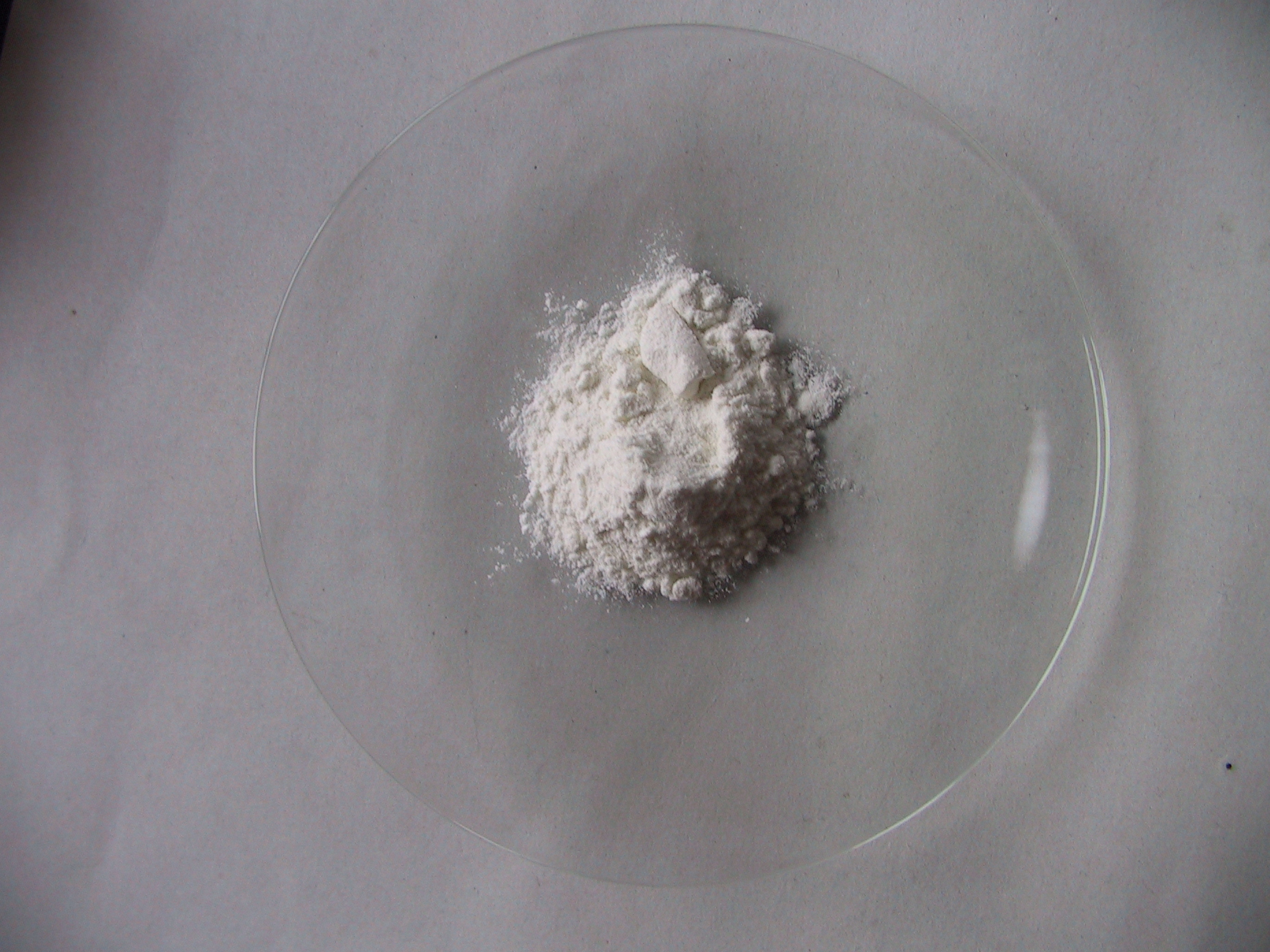
Goma-arábica em pó.

Goma-arábica é uma resina natural composta por polissacarídeos e glicoproteínas que é extraída de duas espécies de acácia da região subsaariana, mais especificamente das espécies Acacia senegal e Acacia seyal. É frequentemente usada como espessante e estabilizante para vários alimentos, na manufactura de colas e como espessante de tintas de escrever. Na União Europeia, quando utilizado em alimentos rotulados com o Número E, recebe o designação E-414. No Brasil, existe uma proposta visando a substituição desta resina por outra produzida a partir do cajueiro. Em Portugal, as mesmas propriedades emulsionantes são, por vezes, substituídas pelo uso da alfarroba.

## Composição, origem e uso
A goma-arábica é uma substância de cor amarelada a cinza clara, inflamável, embora com um ponto de inflamação superior a 250 °C, com boa solubilidade em água (aproximadamente 5000 g/L) e com um LD50 em ratos de laboratório superior a 16 000 mg/kg de massa corporal. Quimicamente, a goma-arábica é um polissacarídeo com quantidades variáveis de D-galactose, L-arabinose, L-ramnose e alguns ácidos derivados, como o ácido D-glucorónico e o 4-O-metil-D-ácido glucorónico e múltiplas glicoproteínas.
A goma-arábica, que em pequenas concentrações está presente em diversas plantas, incluindo os limões, é produzida por aquelas espécies de acácia como resselante de feridas que provoquem aberturas na sua casca, num processo chamado gumose, muito semelhante ao que acontece com a resina dos pinheiros. Para provocar a sua produção fazem-se na casca da árvore cortes longitudinais paralelos e pouco profundos, de 40 cm a 60 cm de comprimento, ou em alternativa retiram-se pequenos rectângulos de casca, ou outras formas, deixando exposta a zona ferida. A quantidade obtida varia, dependendo das árvores e das condições edafoclimáticas, entre 1000 g e 2000 g por árvore/ano, com uma média aproximada de 250 g por árvore e por ano.
A substância é produzida comercialmente por todo o Sahel, desde o Senegal até ao Sudão e à Somalilândia. No mercado internacional consomem-se cerca de 45 000 toneladas anuais de goma-arábica (2000).
O uso da goma-arábica vem pelo menos desde o Antigo Egipto, onde era utilizada na confecção de cosméticos e de perfumes e como ingrediente no processo de mumificação. Depois de cair em desuso durante alguns séculos, a goma-arábica era inicialmente trazida para a Europa por caravanas trans-saarianas, atingindo um elevado preço. O seu uso generalizado apenas foi redescoberto pelos europeus da Época dos Descobrimentos, que a partir do século XV passaram a adquiri-la na costa ocidental africana, tendo sido um dos primeiros produtos africanos a ser comercializados na Europa. Neste comércio ganharam destaque o porto de Arguim e a costa do Senegal. 
Em 1445, o Príncipe Henrique o Navegador estabeleceu um posto de comércio na Ilha Arguin (ao largo da costa da Mauritânia moderna), que adquiriu goma de acácia e escravos para Portugal. Com a fusão das coroas portuguesa e espanhola em 1580, os espanhóis tornaram-se a principal influência ao longo da costa. Em 1638, no entanto, eles foram substituídos pelos holandeses, que foram os primeiros a começar a explorar o comércio de goma arábica. Produzida pelas árvores de acácia de Trarza e Brakna, e utilizada na impressão de padrões têxteis, esta goma de acácia foi considerada superior à obtida anteriormente na Arábia. Em 1678, os franceses expulsaram os holandeses e estabeleceram um assentamento permanente em Saint Louis, na foz do rio Senegal.
A competição comercial por esse produto no século XVII era intensa a ponto de que alguns historiadores se alguns historiadores de referirem a ela como sendo a "Guerra da Goma". Esse conflito resultou em um monopólio da França sobre o comércio de goma arábica na costa oeste africana.
Sendo uma mistura complexa de polissacarídeos e de glicoproteínas, a goma-arábica não tem uma composição constante, variando consoante os lotes e as origens, o que dificulta o seu uso em situações em que se pretenda uma absoluta homogeneidade ou se pretenda obter sempre as mesmas características físicoquímicas. Por essas razões tem vindo a ser substituída por outros produtos, na sua maioria de síntese química, em muitos usos industriais em que a toxicidade não seja problema, particularmente na feitura de colas e tintas. Contudo, por ser edível e barata, continua a ser o produto de eleição para usos agroindustriais e na indústria de confeitaria e de bebidas gaseificadas. Constitui o principal ingrediente em pastilhas elásticas e guloseimas semelhantes e é o aditivo dominante na indústria das bebidas açucaradas, incluindo os sucos de frutos reconstituídos.
Também a indústria farmacêutica recorre à goma-arábica como espessante para xaropes e para confeccionar cápsulas e recobrimento de comprimidos, bem como meio aglomerante e dispersante de princípios activos pulverulentos.
É também um ingrediente importante nas graxas e lustros utilizados para polir calçado, marroquinarias e outros artigos em couro e nas colas utilizadas em envelopes e selos, as quais podem ser lambidas sem risco. É igualmente utilizada na indústria tabaqueira para colar papéis de cigarros e para engomar as folhas de tabaco utilizadas em charutos e composições semelhantes.
Para além dos seu uso alimentar e como meio de dispersão em medicamentos, a goma-arábica é também utilizada em tintas e em diversas técnicas no campo da litografia e das artes visuais.
Em litografia a goma-arábica é usada para proteger as placas gravadas durante o processo de transferência da imagem, impedindo que a tinta preencha os espaços que se pretende deixar brancos. Na litografia clássica, com travertino, a goma impedia a absorção da tinta e permitia a criação de uma escala de cinzentos, impossível de obter por simples gravação.
Um dos primeiros usos da goma-arábica foi como espessante e ligante em aguarelas e em tintas utilizadas em arte. Nas técnicas baseada no uso da goma-arábica, uma solução aquosa dos pigmentos a utilizar é espessada com a adição da goma pulverizada até atingir a consistência pretendida. Ao secar, a goma actua como ligante, mantendo os pigmentos fixos no suporte e impedindo a oxidação dos pigmentos e a consequente alteração da sua cor.
Uma técnica semelhante foi utilizada em fotografia, numa técnica denominada de fotografia a bicromato, Nessa técnica, goma-arábica é utilizada para fixar ao papel uma emulsão contendo bicromato de amónio ou bicromato de potássio, criando uma superfície sensível à luz, incluindo à sua componente ultravioleta. A técnica foi utilizada extensamente em fotografia artística.
Em pirotecnia a goma-arábica é utilizada como ligante solúvel em água para agregação dos compostos utilizados para dar cor à chama dos efeitos pirotécnicos.
A goma-arábica reduz a tensão superficial da água, levando a um marcado aumento da efervescência das bebidas gaseificadas. É este efeito que está na origem dos famosos vulcões de Mentos criados quando pastilhas contendo na sua composição goma-arábica são dissolvidas numa bebida fortemente carbonatada. 
Em resultado da ligação entre o Sudão e Osama bin Laden a produção de goma-arábica naquele país foi objecto de várias notícias durante o ano de 2001, em resultado de terem circulado rumores de que bin Laden seria proprietário de uma empresa que produziria parte considerável da goma-arábica produzida naquele país. Em resultado, algumas empresas americanas que utilizam goma-arábica passaram a utilizar a designação de "gum acacia" (ou goma de acácia) nos seus rótulos.